# Frankenstein (Marvel Comics)
Il mostro di Frankenstein (The Monster of Frankenstein) è un personaggio dei fumetti, pubblicato dalla Marvel Comics, creato da Roy Thomas (testi) e Don Heck (disegni), la prima apparizione come robot avviene in X-Men (prima serie) n. 40 (gennaio 1968), mentre la seconda apparizione come originale avviene in The Monster of Frankenstein n. 1 (gennaio 1975).
Liberamente ispirato al personaggio del romanzo Frankenstein, o il Prometeo moderno di Mary Shelley.

## Biografia del personaggio
Il Mostro, composto di parti di diversi cadaveri umani, fu creato dal pazzo dottor Victor Frankenstein, ed è dotato di una forza sovrumana. Victor nascose a tutti, anche alla fidanzata Elizabeth, i suoi esperimenti, che sfidavano le leggi umane e divine. Dopo alcuni mesi, finalmente Victor provò ad utilizzare la corrente per infondere la vita nel corpo del mostro ma, al risveglio di questi, che si rifiutava di obbedirgli, scappò in preda al terrore.
Il mostro, abbandonato il laboratorio, riuscì a rubare dei vestiti e a cibarsi degli animali della foresta. Spiando da lontano la vita del paese, riuscì ad imparare a parlare e cercò anche di aiutare alcuni abitanti, ma fu frainteso e tutti credettero che intendesse fare loro del male. Il mostro costrinse poi Victor a creargli una sposa, anch'essa fatta di pezzi di cadaveri assemblati. Ma Victor, vedendo il risultato della sua opera, uccise la nuova creatura. Il mostro allora per vendicarsi, a sua volta, uccise Elizabeth, la prima notte di nozze.
Scosso dalla tragedia, Victor decise di affrontare il mostro nel Circolo Artico, ma cadde nelle acque ghiacciate e morì. Il mostro fu poi sconfitto da una tribù locale e, precipitato in acqua, vi rimase in stato di ibernazione fino al 1898, quando fu trovato, risvegliato e riportato alla civiltà. Numerose avventure si susseguirono per il mostro, che incontrò altri personaggi dell'orrore come Dracula e un lupo mannaro.

## Altre versioni

### Heil Frankenstein
È un personaggio dei fumetti, creato da Roy Thomas (testi), Chic Stone e Alan Kupperberg (disegni), pubblicata dalla Marvel Comics. La sua prima apparizione avviene in The Invaders (prima serie) n. 31 (agosto 1978)
Il Dr Basil Frankenstein, un discendente di Victor Frankenstein, seguendo le orme del proprio avo, si trasferì nel castello di famiglia in Svizzera, insieme alla sua assistente, la dottoressa Kitagowa, per mettere insieme un esercito di zombi nazisti, utilizzando dei cadaveri per creare degli esseri artificiali.
Il Dottore non riuscì però a mantenere i suoi esperimenti completamente segreti e delle voci sulle sue strane attività giunsero anche agli Invasori. La Torcia Umana e Toro si recarono in Svizzera per investigare ma non fecero più ritorno. Capitan America, Bucky e il Sub-Mariner raggiunsero quindi il continente europeo alla ricerca dei compagni scomparsi.
Mentre una folla proveniente dal villaggio intorno al Castello di Frankenstein cercava di assaltare e distruggere l'edificio, Capitan America e Bucky furono fatti prigionieri dal mostro creato da Basil. La creatura era dotata di una forza sovrumana, ricavata assorbendo l'energia della Torcia Umana.
Frankenstein, che era rimasto paralizzato in seguito ad un incidente in laboratorio, intendeva trapiantare il proprio cervello nel corpo di Capitan America non solo per acquisire un corpo pienamente funzionante ma anche per poter dare libero sfogo alla passione per la D.ssa Katagowa.
Con un intervento quanto mai tempestivo, Sub-Mariner riuscì a liberare i compagni e a spingere il mostro contro un pannello elettrico. La scossa liberò la creatura dal controllo mentale di Basil. Il mostro afferrò quindi il Dr Frankenstein e la dottoressa Katagowa e si gettò con loro dalle mura del castello, sereno all'idea di tornare fra i morti.

## Parenti del mostro di Frankenstein
- Arbogast von Frankenstein, avo di Frank von Frankenstein nel 948 A.D., è un cavaliere selvaggio, è apparso la prima volta in Doctor Strange, Sorcerer Supreme n. 37 (gennaio 1992), creato da Jean-Marc Lofficier, Dann Thomas, Roy Thomas (testi) e Geof Isherwood (disegni).
- Frank von Frankenstein, avo di Hans von Frankenstein nel 1440, conosciuto come cavaliere teutonico, è stato vampirizzato da Dracula, è apparso la prima volta in Doctor Strange, Sorcerer Supreme n. 37 (gennaio 1992), creato da Jean-Marc Lofficier, Dann Thomas, Roy Thomas (testi) e Geof Isherwood (disegni).
- Hans von Frankenstein nel 1662 ha sacrificato l'amante del fratello Georg, è apparso la prima volta in The Savage Sword of Conan n. 22 (settembre 1977), con protagonista Solomon Kane, creato da Donald F. Glut (testi) e Sonny Trinidad (disegni).
- Konrad Dippel nel 1673 è il figlio di Anna Munchmeyer e Johann Dippel, il ministro luterano, nel 1734 è diventato Barone von Frankenstein, è apparso la prima volta in Doctor Strange, Sorcerer Supreme n. 37 (gennaio 1992), creato da Jean-Marc Lofficier, Dann Thomas, Roy Thomas (testi) e Geof Isherwood (disegni).
- Alphonse von Frankenstein è il figlio di Konrad, si è sposato e il primo figlio si chiama Victor, è apparso la prima volta in The Monster of Frankenstein n. 1 (gennaio 1973), creato da Gary Friedrich (testi) e Michael Ploog (disegni). La storia è narrata come flashback in Doctor Strange, Sorcerer Supreme n. 37, creato da Jean-Marc Lofficier, Dann Thomas, Roy Thomas (testi) e Geof Isherwood (disegni).
- Victor Frankenstein, lo scienziato pazzo del XVIII secolo, è il co-creatore della creatura mostruosa, è apparso la prima volta in The Monster of Frankenstein n. 1 (gennaio 1973), creato da Gary Friedrich (testi) e Michael Ploog (disegni). La storia narrata come flashback in Doctor Strange, Sorcerer Supreme n. 37, creato da Jean-Marc Lofficier, Dann Thomas, Roy Thomas (testi) e Geof Isherwood (disegni).
- William Frankenstein è il fratello minore di Victor ed è il fidanzato di June Moritz ma viene ucciso dal mostro, è apparso la prima volta in The Monster of Frankenstein n. 1 (gennaio 1973), creato da Gary Friedrich (testi) e Michael Ploog (disegni).
- Ernst von Frankenstein è l'ultimo dei tre figli di Alphonse von Frankenstein del XVIII secolo, la sua prima apparizione avviene in Doctor Strange, Sorcerer Supreme n. 37 (gennaio 1992), creato da Jean-Marc Lofficier, Dann Thomas, Roy Thomas (testi) e Geof Isherwood (disegni).
- Elizabeth Frankenstein è la moglie dello scienziato pazzo Victor von Frankenstein, la prima notte della luna di miele viene uccisa involontariamente dal mostro, è apparsa la prima volta in The Monster of Frankenstein n. 3 (maggio 1973), creato da Gary Friedrich (testi) e Michael Ploog (disegni).
- Vincent von Frankenstein è il pronipote di Ernst von Frankenstein, lui era servito da Ivan (è un mostruoso gobbo), è apparso la prima volta in The Monster of Frankenstein n. 9 (gennaio 1974), creato da Gary Friedrich (testi) e John Buscema (disegni).
- Lenore von Frankenstein è la moglie di Vincent von Frankenstein, è morta appena dopo la nascita del figlio Basil, è apparsa la prima volta in The Monster of Frankenstein n. 11 (luglio 1974), creato da Gary Friedrich (testi) e Bob Brown (disegni).

## Storia editoriale
La prima apparizione del mostro di Frankenstein dell'Universo Marvel è venuto in cinque pagine storia horror a fumetti "Your Name is Frankenstein!" in Menace n. 7 (settembre 1953) di Stan Lee (testi) e Joe Maneely (disegni), Atlas Comics degli anni cinquanta (successore Marvel Comics).
La testata The Monster of Frankenstein (prima serie) è durata 18 numeri (dal gennaio 1973 al settembre 1975). I sei numeri iniziali della collana riprendono la versione cinematografica, con testi di Gary Friedrich e disegni di Mike Ploog.
Dal n. 7 al n. 10 sono state pubblicate storie inedite di 15 pagine per ogni albo, realizzate da Gary Friedrich e John Buscema, mentre il n. 11 è stata realizzato sempre da Friedrich ai testi ma con Bob Brown ai disegni. Varie ristampe apparvero a partire dal n. 7 fino al n. 15.
Dal n. 12 al n. 17 i testi passarono a Doug Moench e i disegni a Val Mayerik, il quale rimase sulla collana fino all'ultimo numero (n. 18) che venne scritto da Bill Mantlo.
La storia del "Mostro di Frankenstein" è stata ripubblicata nella testata Monsters Unleashed. Il primo racconto, realizzato da Gary Friedrich (testi) e John Buscema (disegni), è stato suddiviso in due fascicoli (n. 2, settembre 1973; n. 4 febbraio 1974). Il secondo racconto è stato suddiviso in 5 parti: la prima (n. 5, aprile 1974) è stata realizzata ancora da Gary Friedrich e John Buscema, le successive quattro sono invece state realizzate da Doug Moench (testi) e Val Mayerik (disegni) (dal n. 6, giugno 1974, al n. 9, dicembre 1974). Il terzo racconto, realizzato sempre da Moench e Mayerik, è apparso sul n. 10 (febbraio 1975).
Le avventure del mostro proseguono per un solo numero della testata Legion of Monsters (settembre 1975), realizzato da Doug Moench (testi) e Val Mayerik (disegni).
È stato pubblicato anche Frankenstein (graphic novel), numero unico di 148 pagine, pubblicato negli anni ottanta, basato sul romanzo di Mary Shelley, sceneggiato da Gary Reed e disegnato da Frazer Irving.

## Altri media
Nel 1981, fu fatto un adattamento animato per la televisione, dalla Toei Animation in collaborazione con la Marvel Animation, intitolato Frankenstein (Kyōfu densetsu: Kaiki! Furankenshutain). Il film si discosta in certi punti però dalla trama del fumetto.
Il personaggio appare anche nelle serie animate Ultimate Spider-Man e Hulk e gli agenti S.M.A.S.H..